# Кленце, Лео фон
Лео фон Кленце (нем. Leo von Klenze, 29 февраля 1784, Шладен — 27 января 1864, Мюнхен) — немецкий архитектор, рисовальщик и акварелист, живописец, исследователь античной архитектуры, теоретик искусства. Выдающийся представитель западноевропейского неоклассицизма, один из основателей «мюнхенского классицизма».

## Биография
Франц Карл Леопольд Кленце родился 29 февраля 1784 года в Бухладене, ныне: Боклах (Boklah) близ Шладена (Нижняя Саксония), в семье судебного пристава. В семье было семеро детей, будущий архитектор был третьим ребёнком. Семья жила в Шладене до 1791 года.
В шестнадцать лет Лео Кленце начал изучать архитектуру в Берлинской строительной академии (Bauakademie), в мастерской Фридриха Давида Жилли. Получил диплом «Сопроводителя строительных работ» (Kondukteur von Bauarbeiten). Кроме того, он брал уроки у Алоиса Хирта, берлинского историка античного искусства и археолога, благодаря которому он на всю жизнь полюбил античность. Эта любовь окрепла после первой поездки в Италию весной и летом 1806 года, и последующих: в 1808, 1823 и 1864 годах. Кленце также учился архитектурному проектированию во Франции, в Париже у Шарля Персье и Пьера Фонтена, архитекторов французского ампира, и у Ж.-Н.-Л. Дюрана, ученика мегаломана Э.-Л. Булле.

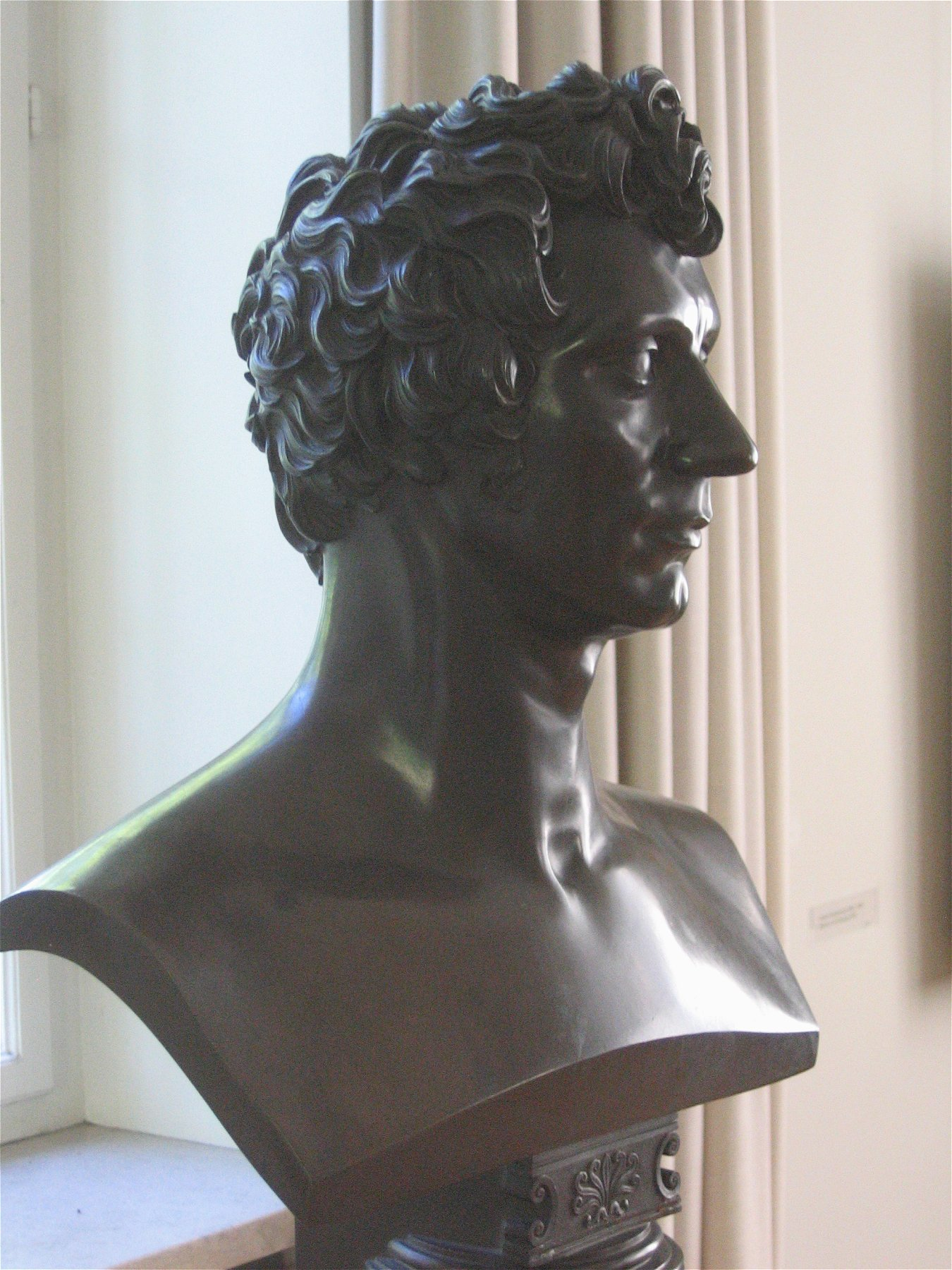
Л. В. Вихман. Бюст Лео фон Кленце. 1831. Бронза. Городская галерея дома Ленбаха, Мюнхен

Путешествуя по Италии, Кленце детально изучал памятники античности: в Риме, Пестуме и на Сицилии, в Акраганте. Везде он делал подробные зарисовки и писал акварельные ведуты. В Италии он установил контакты с вестфальским двором: в феврале 1808 года он стал придворным архитектором короля Жерома Бонапарта в Касселе. В столице Вестфалии Кленце осуществил первый самостоятельный проект — дворцовый театр в замке Вильгельмсхёэ, выполненный по заказу Жерома Бонапарта в 1809—1810 годах (в 1828—1830 годах И. К. Бромейс по поручению курфюрста Вильгельма II Гессен-Кассельского преобразовал театр в бальный зал). Там же Кленце познакомился со своей будущей женой — сестрой композитора Феличе Бланджини и певицей придворного театра Феличитой Бланджини; они обвенчались 28 августа 1813 года. В 1815 году по заказу Евгения Богарне архитектор завершил перестройку замка Исманинг в Баварии.
С разгромом наполеоновской империи супруги Кленце и Феличе Бланджини переселились в Мюнхен. В 1815 году Кленце поступил на службу баварского двора. В 1816 году он выиграл конкурс на постройку Глиптотеки в Мюнхене, после чего занял должность придворного архитектора баварского кронпринца Людвига I, знаменитого собирателя картин и античной скульптуры. По заказу Людвига Баварского фон Кленце выстроил в Мюнхене ансамбль Кёнигсплац: Глиптотеку наподобие греческого храма (1816—1830), Пинакотеку в стиле «неоренессанса» (1826—1836), Пантеон на лугу Терезии (1833—1853), Пропилеи (1846—1860) отчасти повторяющие композицию знаменитой постройки афинского Акрополя.
После освобождения Греции от турецкого владычества первым королём независимой Греции в 1832—1862 годах был сын Людвига I, баварский принц Оттон I Виттельсбах). С ним в Грецию прибыли многие немецкие археологи, реставраторы и архитекторы. Кленце также много строил в Афинах. Участвовал в раскопках древних сооружений и представил предложения по восстановлению Акрополя.
В 1822 году Кленце был возведен в личное, а в 1833 году — в потомственное баварское дворянство. В 1841 году был принят в Мюнхенскую академию художеств. В 1852 году награждён Королевской золотой медалью. 31 мая 1861 года Кленце был удостоен прусского ордена «Pour le Mérite für Wissenschaft und Künste» (За заслуги в области науки и искусства). В 1862 году стал почётным гражданином города Мюнхена.
Кленце собирал произведения современных немецких живописцев. В 1841 году он продал свою коллекцию, включающую 58 пейзажей и жанровых картин, королю Людвигу I. Эти картины стали основой художественного собрания Новой пинакотеки.
Во время последней поездки в Италию в 1864 году восьмидесятилетний Лео фон Кленце заболел и по возвращении в Мюнхен скончался 27 января того же года. Похоронен на Старом южном кладбище, там же — члены его семьи. Надгробие украшает бюст архитектора работы скульптора И. Гальбига. Среди его многочисленных учеников был Август Бромейс.
По случаю столетия со дня рождения Лео фон Кленце в 1884 году историк искусства и директор Старой пинакотеки Франц Ребер выступил перед Баварской ассоциацией архитекторов и инженеров в Мюнхене с благодарственной речью. Бюст Кленце помещён в «Зал славы Германской нации» Вальхаллы.
Лео фон Кленце играл значительную роль в популяризации древнегреческой архитектуры в России. Его деятельность была хорошо известна архитектурному сообществу в России. Он был принят «вольным общником» — почётным членом — Императорской Академии художеств в Санкт-Петербурге.
С 1996 года Высшим строительным управлением Баварского государственного министерства внутренних дел выдающимся архитекторам вручается Медаль Лео фон Кленце.

## Творчество Кленце и архитектурный стиль мюнхенского классицизма
После поражения Наполеона в «Битве народов» под Лейпцигом в 1813 году, соперничество Пруссии и Баварии за первенство в объединении немецких земель выразилось в своеобразном соревновании по созданию «национального стиля» в искусстве. Архитектор Карл Фридрих Шинкель в Берлине создавал стиль «прусского эллинизма», как бы заочно противостоявший ампиру побеждённой Франции. Кронпринц Баварии Людвиг I, ненавидивший Бонапарта, ещё до вступления на престол, также пристрастился к архитектуре, осознавая её государственное значение. Король Людвиг стал одним из главных идеологов национально-романтического движения филэллинизма (нем. Philhellenismus ) в Баварии. Если французская архитектура периода диктатуры Наполеона создала стиль ампир, ориентированный на искусство императорского Рима, то Бавария короля Людвига будет вдохновлена искусством демократических Афин. Поэтому король задумал превратить Мюнхен в «Новые Афины на Изаре» (нем. Neues Athen auf Izar ).

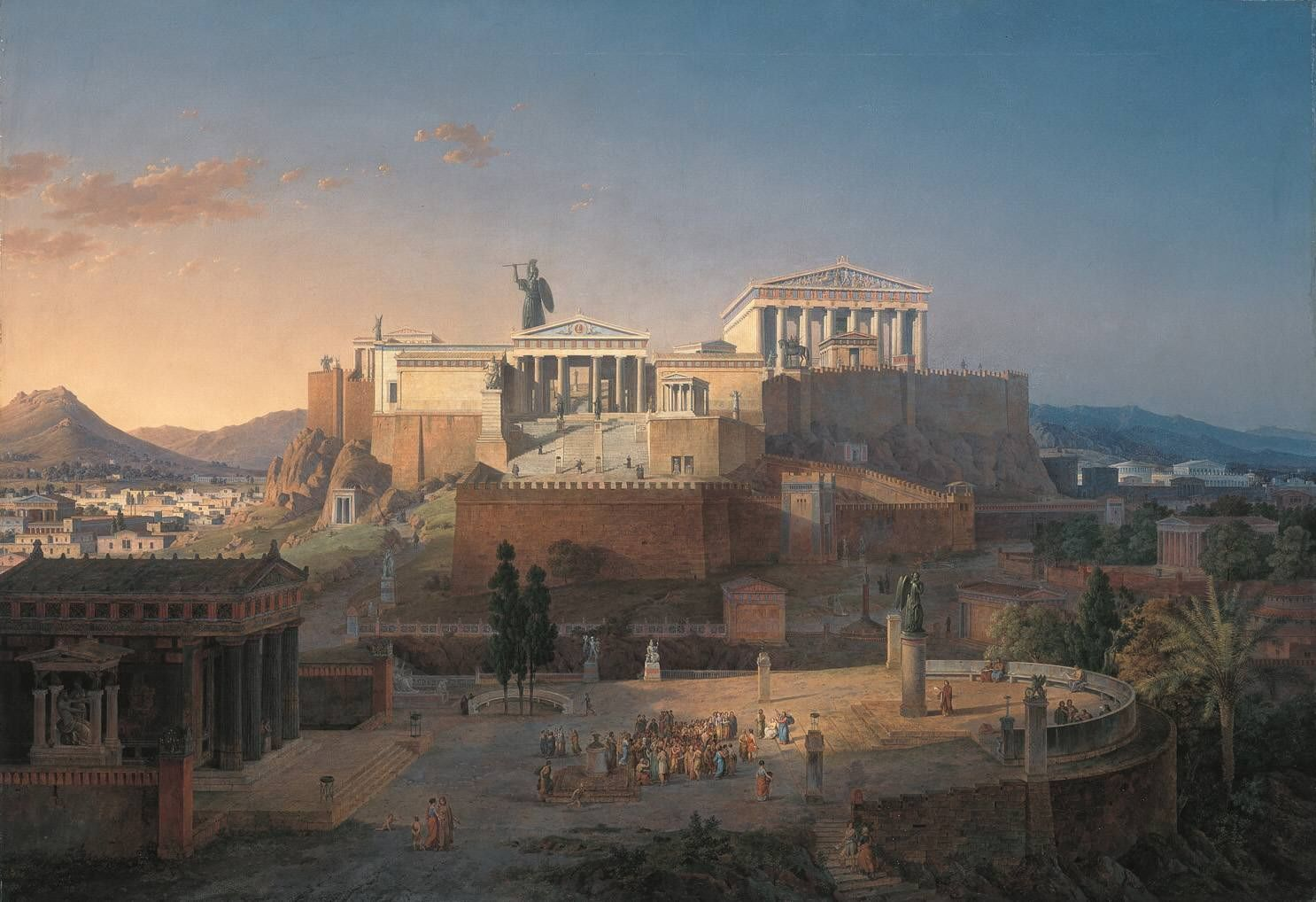
Л. фон Кленце. Акрополь в Афинах. 1846. Холст, масло. Новая Пинакотека, Мюнхен

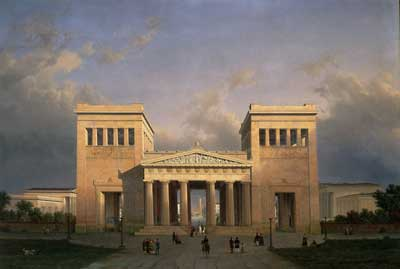
Пропилеи на Кёнигсплац в Мюнхене. 1848. Холст, масло. Городской музей, Мюнхен

Ближайшим соперником, в отдельных случаях сотрудником, по превращению Мюнхена в Новые Афины, был архитектор Фридрих фон Гертнер. В 1816 году кронпринц Людвиг поручил Лео фон Кленце, выигравшему конкурс на проектирование здания Глиптотеки, создание в северо-западной части Мюнхена ансамбля Кёнигсплац. Помощником Кленце был архитектор Карл фон Фишер. Строительство продолжалось в 1816—1830 годах.
Здание Глиптотеки с коллекцией древнегреческой и древнеримской скульптуры построено в виде античного храма ионического ордера в 1816—1830 годах. Расположенное напротив через площадь здание Античного собрания работы архитектора Георга Фридриха Цибланда также создано по подобию храма коринфского ордера.
В западной части Королевской площади находятся Пропилеи (1846—1860), построенные по образцу Пропилей Афинского акрополя. На фризе Пропилей изображены эпизоды войны за освобождение Греции от власти Османской империи.
Помимо архитектуры Кленце занимался живописью и графикой, в одних случаях в качестве наглядного пояснения к своим проектам, в иных — ради выражения эстетического кредо, популяризации идей эллинизма и для собственного удовольствия. Всего Кленце создал около шестидесяти живописных картин, не считая подготовительных этюдов. Многие идеи обсуждались с королём. Переписка архитектора и Людвига I насчитывает около 1700 документов.
В архитектурных проектах, используя опыт археологических изысканий на Афинском Акрополе, Кленце, в отличие от иных архитекторов-неоклассицистов, стремился к точному воспроизведению античных прототипов. Он был сторонником теории полихромии древнегреческой скульптуры и архитектуры. В здании Глиптотеки Кленце имитировал античную технику кладки стен и куполов (не видных снаружи), а затем закрыл кладку слоем штукатурки и фресками в «помпейском стиле».
Кленце был автором письменных трудов: «О храме Юпитера Агригентского» (1827), «Афористические заметки о путешествии в Грецию» (1838), «Сборник архитектурных набросков» (1811), «Опыт реставрации тосканских храмов» (1822). Эти труды принесли Кленце известность как археологу и теоретику. Ряд академий и археологических обществ избрали его своим членом.
Однако в своих архитектурных, графических и живописных произведениях Кленце был более романтиком, чем классиком, создавая фантазии в духе Пиранези. В духе своего времени он оставался эклектиком. В частности, для его архитектурного творчества характерно сочетание разнородных элементов: «греческих» портиков и «египетских» пилонов, римских арок, средневековых машикулей иренессансной рустовки. Архитектуру немецкого неоклассицизма XIX века в целом отличает модернизированный контраст чистых плоскостей стен и измельченных элементов декора. Геометризованные оконные проёмы необычно сочетаются с греческими акротериями. В здании Старой пинакотеки Кленце применил не античный, а ренессансный мотив арочного «брамантова окна». В здании Баварского военного министерства на Людвигштрассе и в южном фасаде Резиденции на Макс-Йозеф-Плац Кленце повторил композицию знаменитого ренессансного Палаццо Питти во Флоренции. А в фасаде Главного почтамта на Максимилианштрассе — лоджию Оспедале дельи Инноченти во Флоренции Филиппо Брунеллески.
Для обозначения собственного стиля Кленце, как и Шинкель в Берлине, пользовался греческим термином палингенесия (нем. Palingenesie, от др.-греч. παλιγγενεσία).
Лео фон Кленце завершал постройку «Зала Освобождения» (нем. Befreiungshalle) по проекту Фридриха фон Гертнера — монумента, посвящённого памяти павших героев в освободительных антинаполеоновских войнах 1813—1814 годов, недалеко от города Кельхайм в Баварии (1842—1863). В этом монументе тема древнеримского Пантеона сочетается с романскими контрфорсами, аллегорической скульптурой и галереей-бельведером. Кленце создал конституционную колонну в Гайбахе и монумент в Бургберге (Эрланген). Архитектурные сооружения Кленце часто дополнял скульптурами баварского скульптора Людвига Шванталера. С 1828 года Кленце играл ключевую роль в строительстве крепости Ингольштадт.
В 1813 году был открыт конкурс на создание Вальхаллы — «Зала славы Германской нации». В скандинавской мифологии Вальхалла — небесный рай, место успокоения павших героев (замысел кронпринца Людвига относится к 1807 году). В конкурсе приняли участие многие немецкие архитекторы. К. Ф. Шинкель прислал на конкурс проект в готическом стиле, породивший долгие дебаты о стиле, в наибольшей степени выражающем «национальный дух» в архитектуре и величие германской нации. Вариант Шинкеля был отвернут в пользу «греческого» проекта, созданного Лео фон Кленце. В 10 км к востоку от Регенсбурга на левом высоком берегу Дуная по проекту Кленце в 1830—1842 годах возвели здание, повторяющее в общих чертах архитектуру Парфенона афинского Акрополя (1830—1842). Размеры Вальхаллы почти в точности совпадают с размерами Парфенона. Его длина составляет 48,5 м, ширина — 14 м и высота — 15,5 м. Как и Парфенон, германский монумент имеет 8 х 17 колонн дорического ордера по главному и боковым фасадам.
Король Людвиг утверждал, что афинский Парфенон является не только образцом совершенной архитектуры, но и тесно связан с прославлением победы греков над персами, которая способствовала объединению Древней Греции. Соединение тевтонской мифологии с эллинизмом обосновывали «кавказской теорией» И. фон Мюллера, согласно которой германские народы вышли с Кавказских гор; один поток направился на север, другой — вдоль Дуная, в сердце Европы, в Германию. Поэтому монумент в греческом стиле по мысли Людвига ассоциируется с победами древних германцев над римлянами в Тевтобургском Лесу в 9 году н. э. и последующими триумфами. «Пантеон германской нации» высится на громадных каменных террасах. В главном зале — 121 бюст и 64 памятных доски с именами великих людей Германии.
Российский император Николай I, впечатлённый работами архитектора во время своего визита в Мюнхен, поручил Кленце составить проект музейного здания Нового Эрмитажа в Санкт-Петербурге. Общий вид здания характеризует стиль «баварского эллинизма», но отдельные интерьеры, также оформленные по проектам Кленце, именовали по-разному: «ренессансными», «неогрек» или «помпеянскими».
По распоряжению императора Николая I Лео фон Кленце разрабатывал альтернативный проект внутреннего оформления Исаакиевского собора, возведённого в Санкт-Петербурге по проекту Огюста Монферрана. Когда в 1839 году, в связи с заказом на проектирование здания Нового Эрмитажа Лео фон Кленце посетил Петербург, император, вероятно сомневаясь в способностях Монферрана, предложил баварскому архитектору составить свой проект убранства Исаакиевского собора. Так возникла ещё мало изученная тема «Кленце и Монферран». Кленце раскритиковал проект Монферрана и, в частности, предложил росписи в технике энкаустики поручить немецкому живописцу П. фон Корнелиусу, устройство витража в алтарной части и даже конструктивные изменения в уже построенном соборе. Возникал конфликт. Монферран рассылал возмущённые письма, специально приехал в Мюнхен, встретился с Кленце. В результате был найден компромисс.

## Галерея

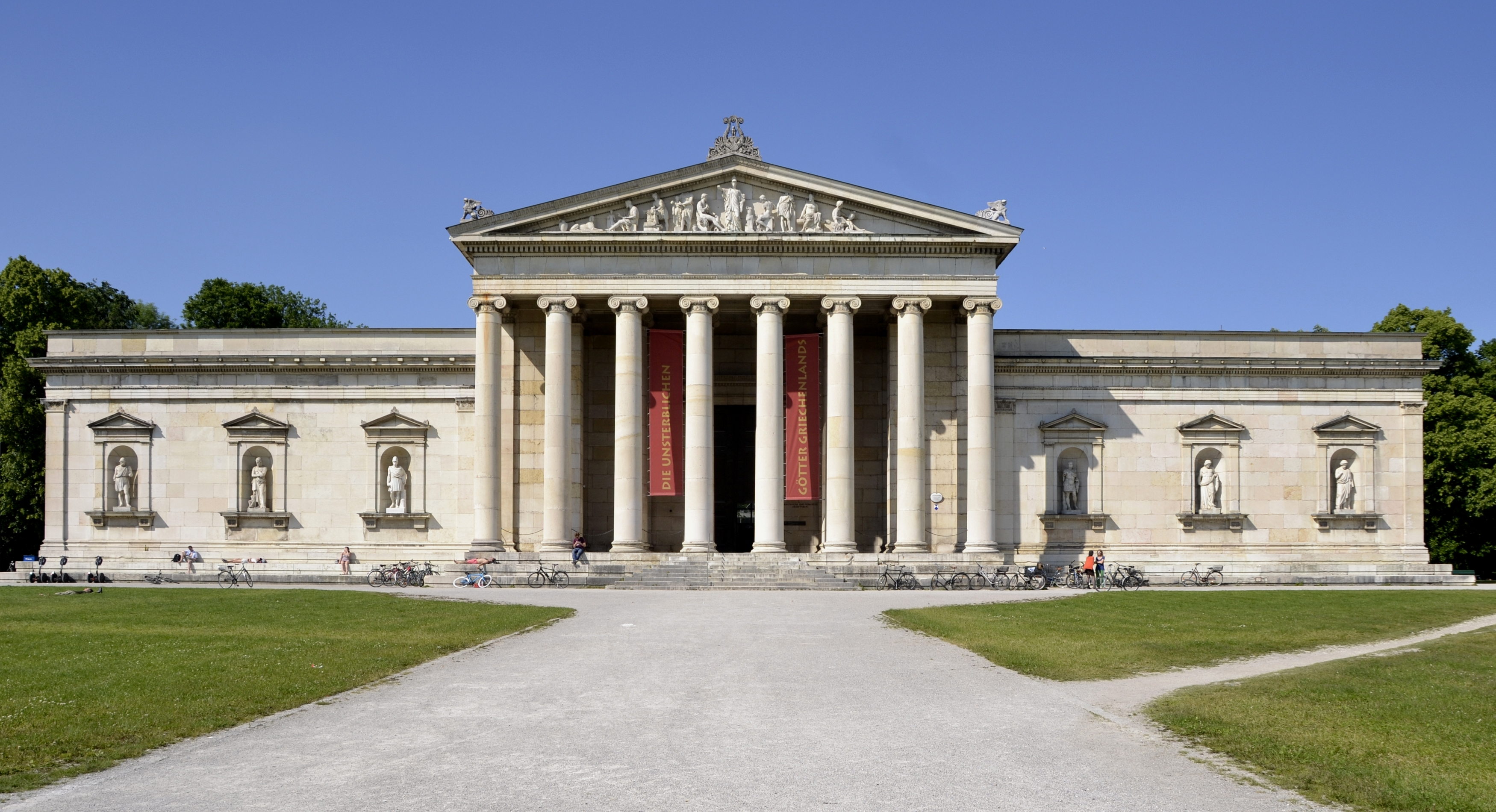
Здание Глиптотеки в Мюнхене. 1816—1830
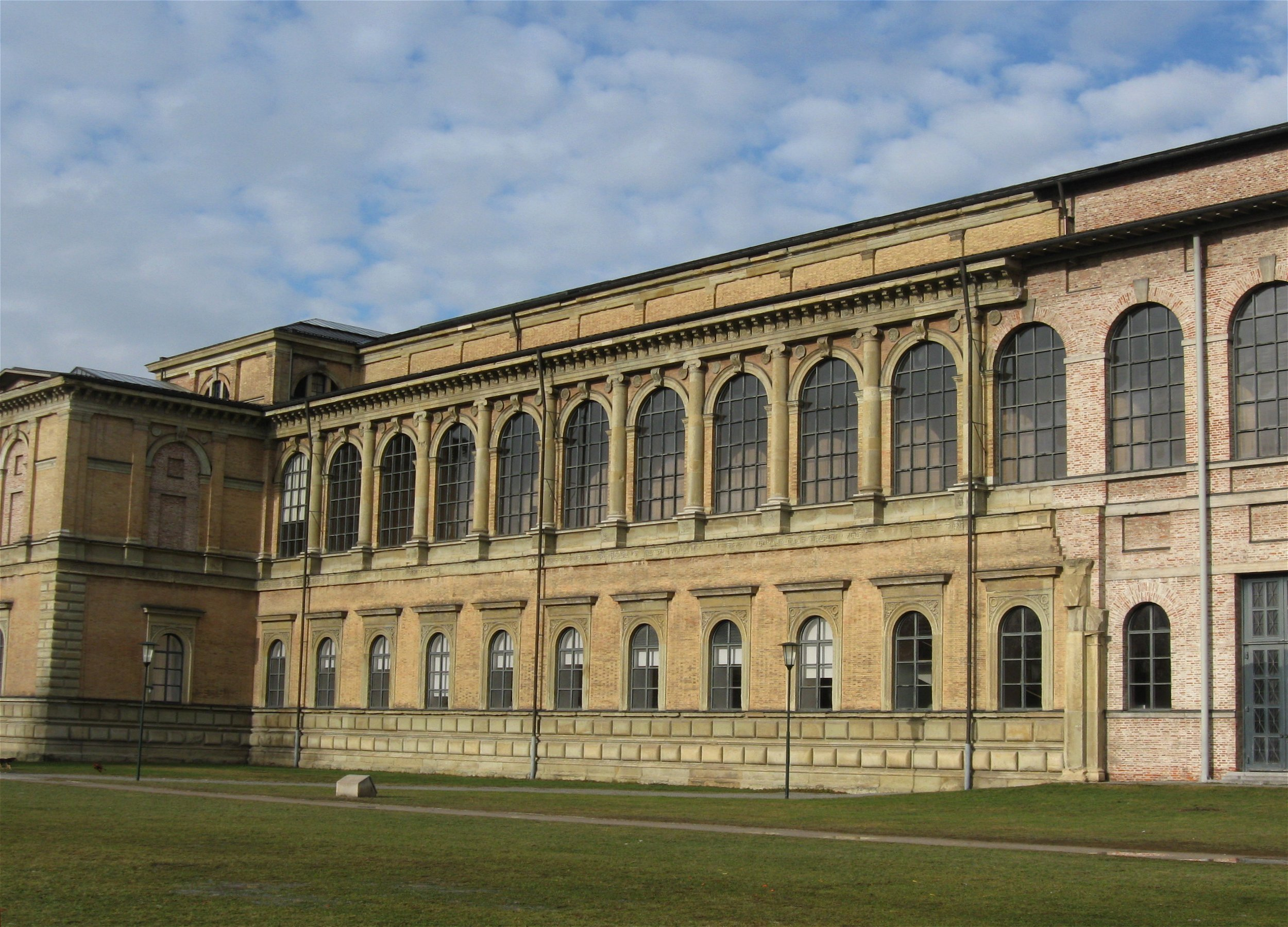
Старая Пинакотека в Мюнхене. Вид с юга. 1826—1828
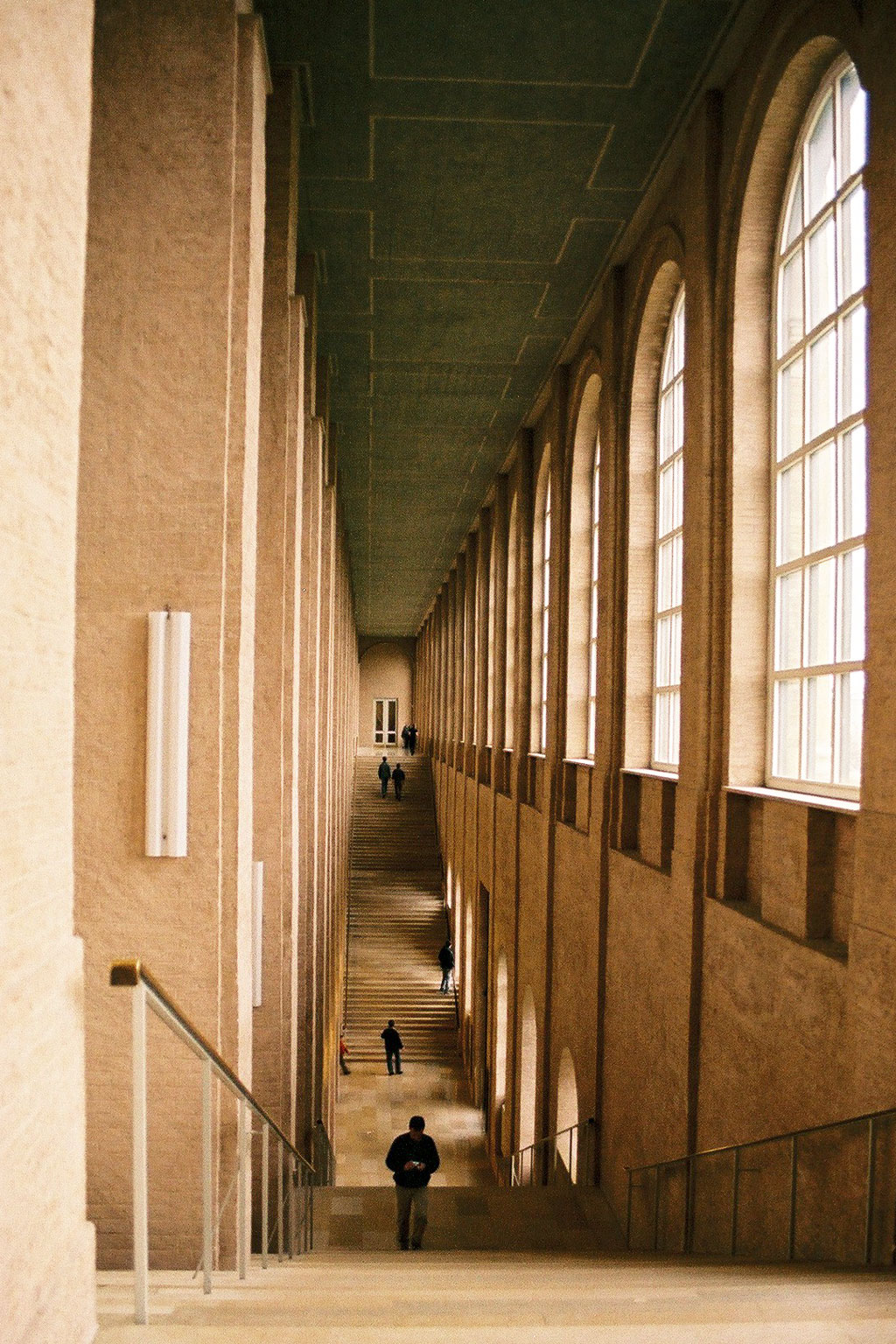
Главная лестница здания Пинакотеки
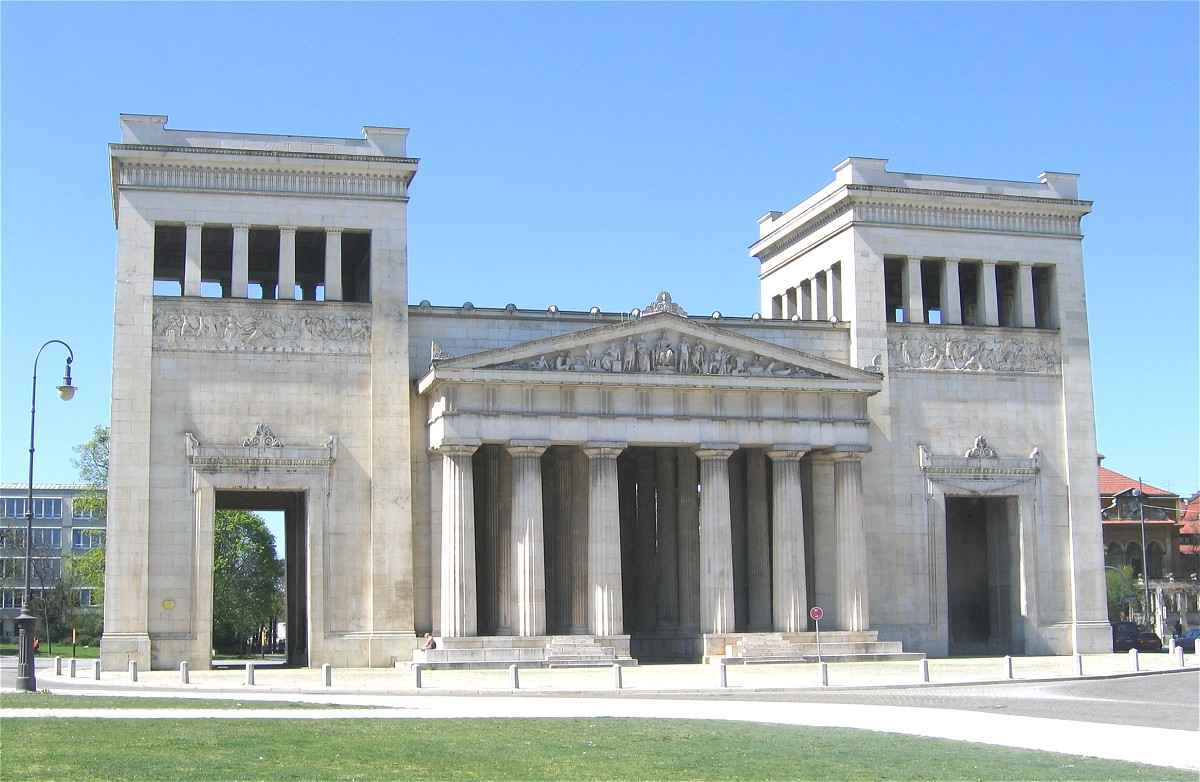
Пропилеи на Кёнигсплац. Мюнхен. 1846—1860
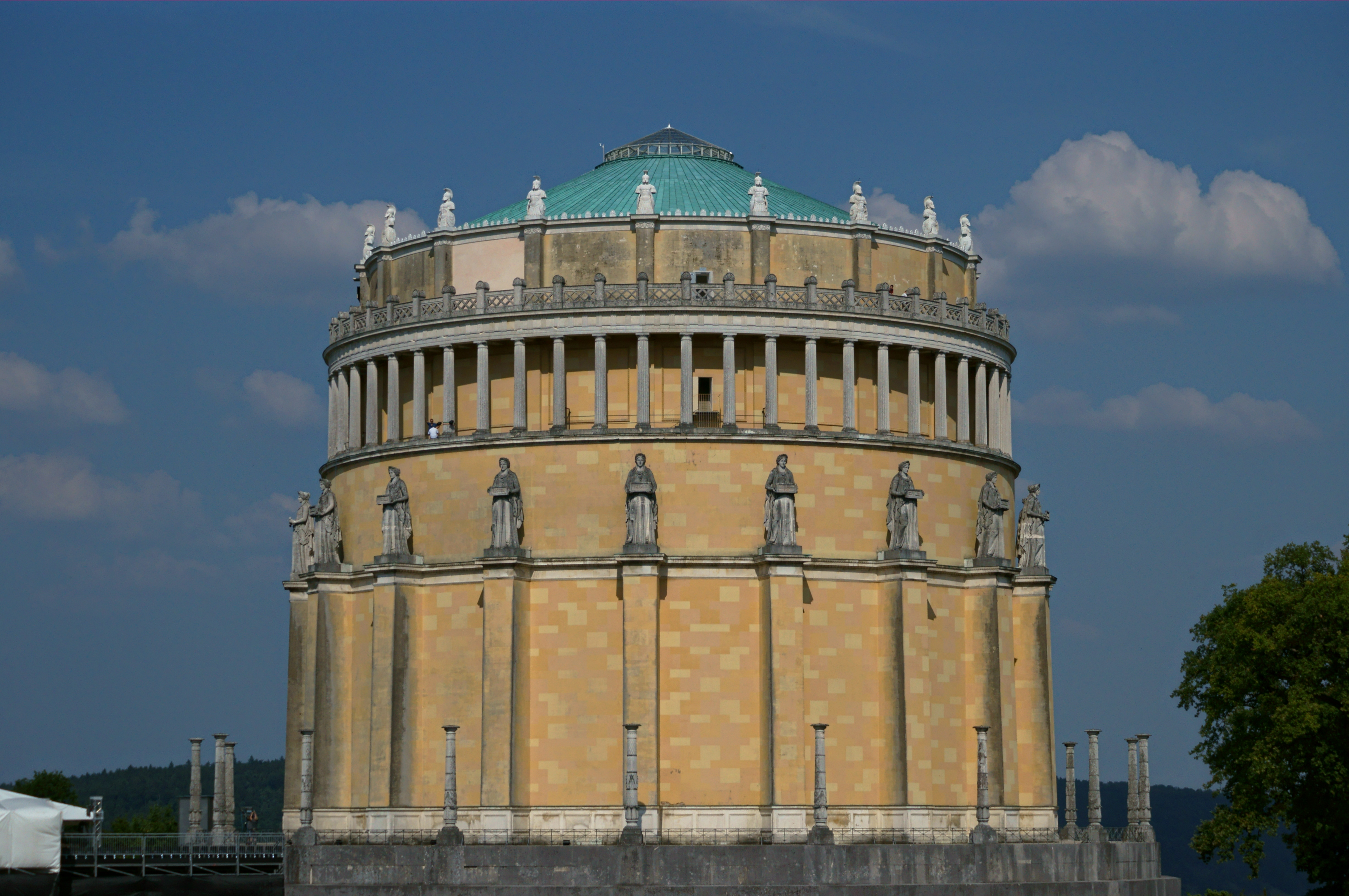
Зал Освобождения. Завершение проекта Ф. фон Гертнера. 1842—1863
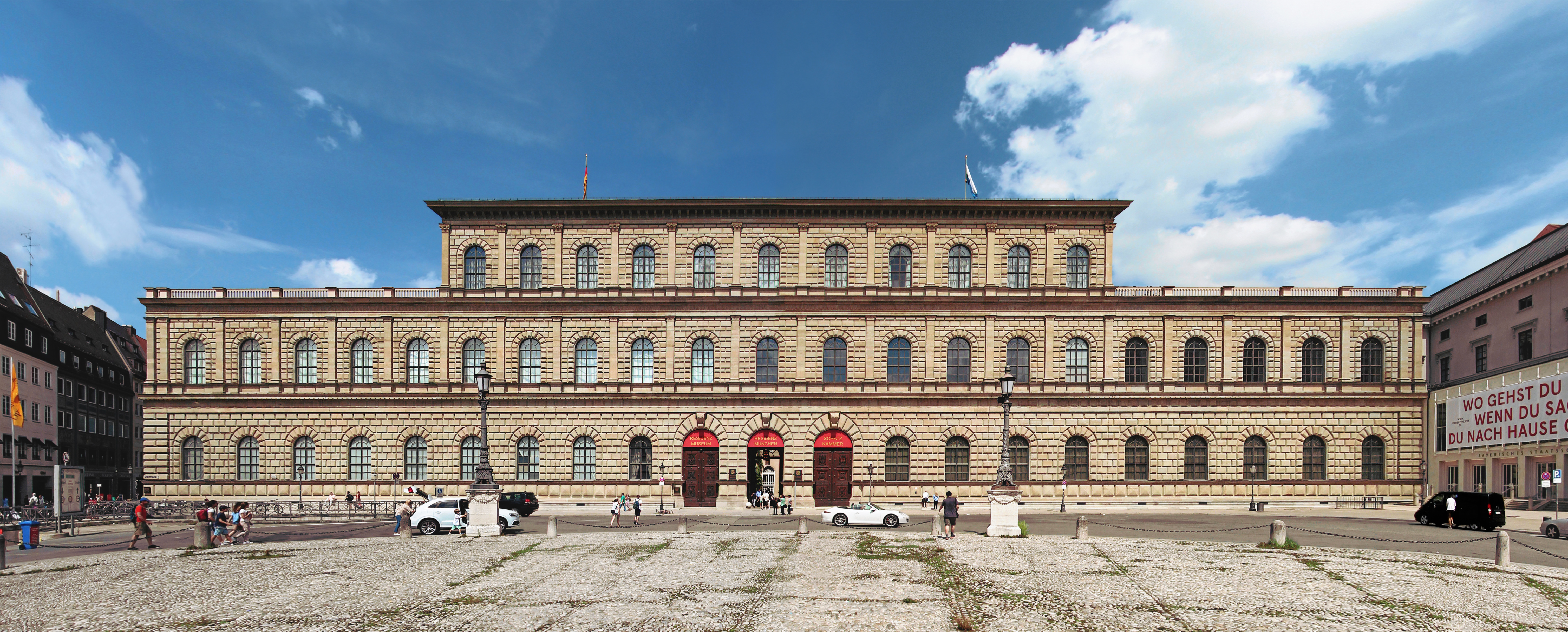
Резиденция. Фасад по Макс-Йозеф-Плац. Мюнхен. 1840-е гг. Совместно с Ф. фон Гертнером
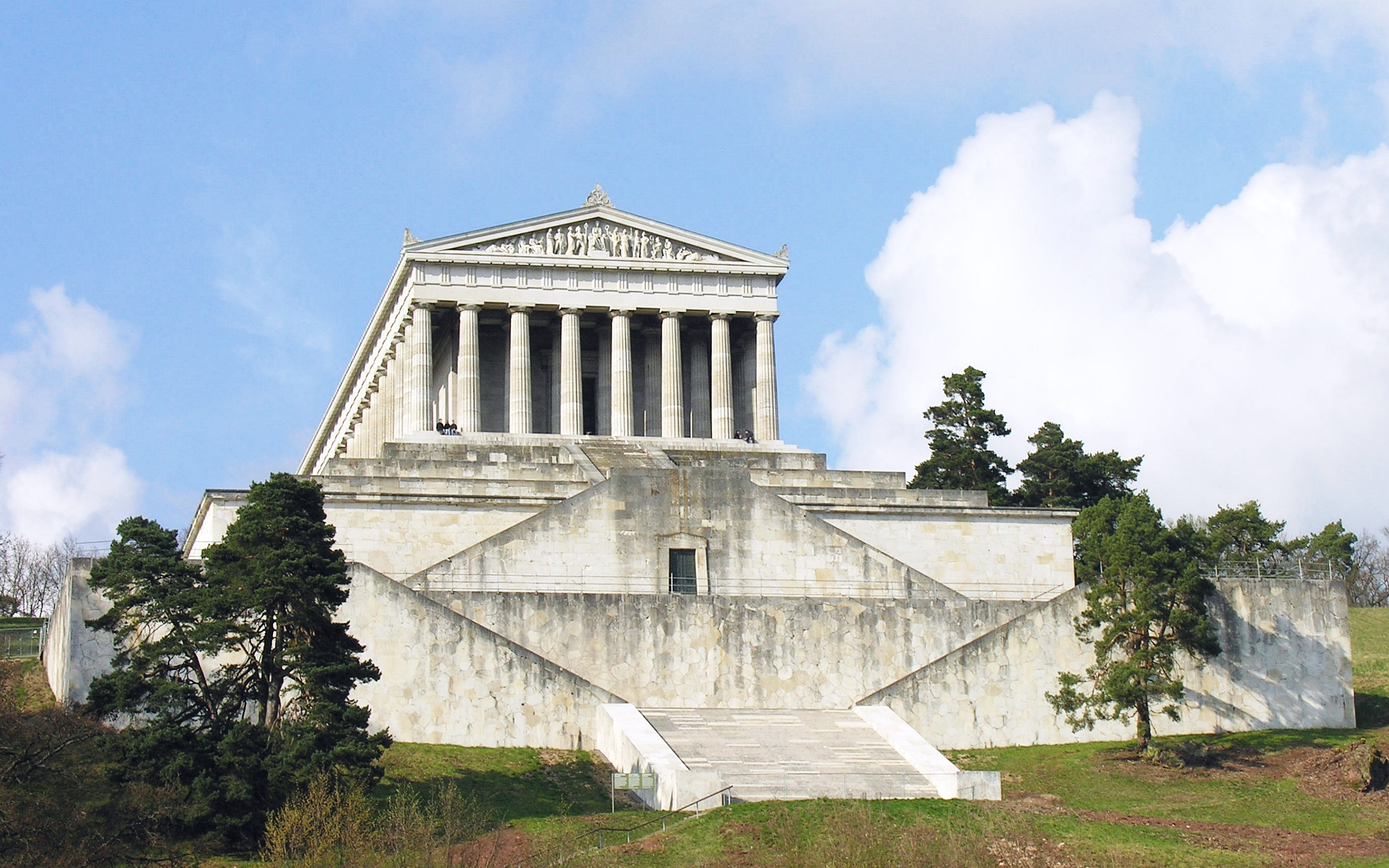
Вальхалла на Дунае. 1830—1842
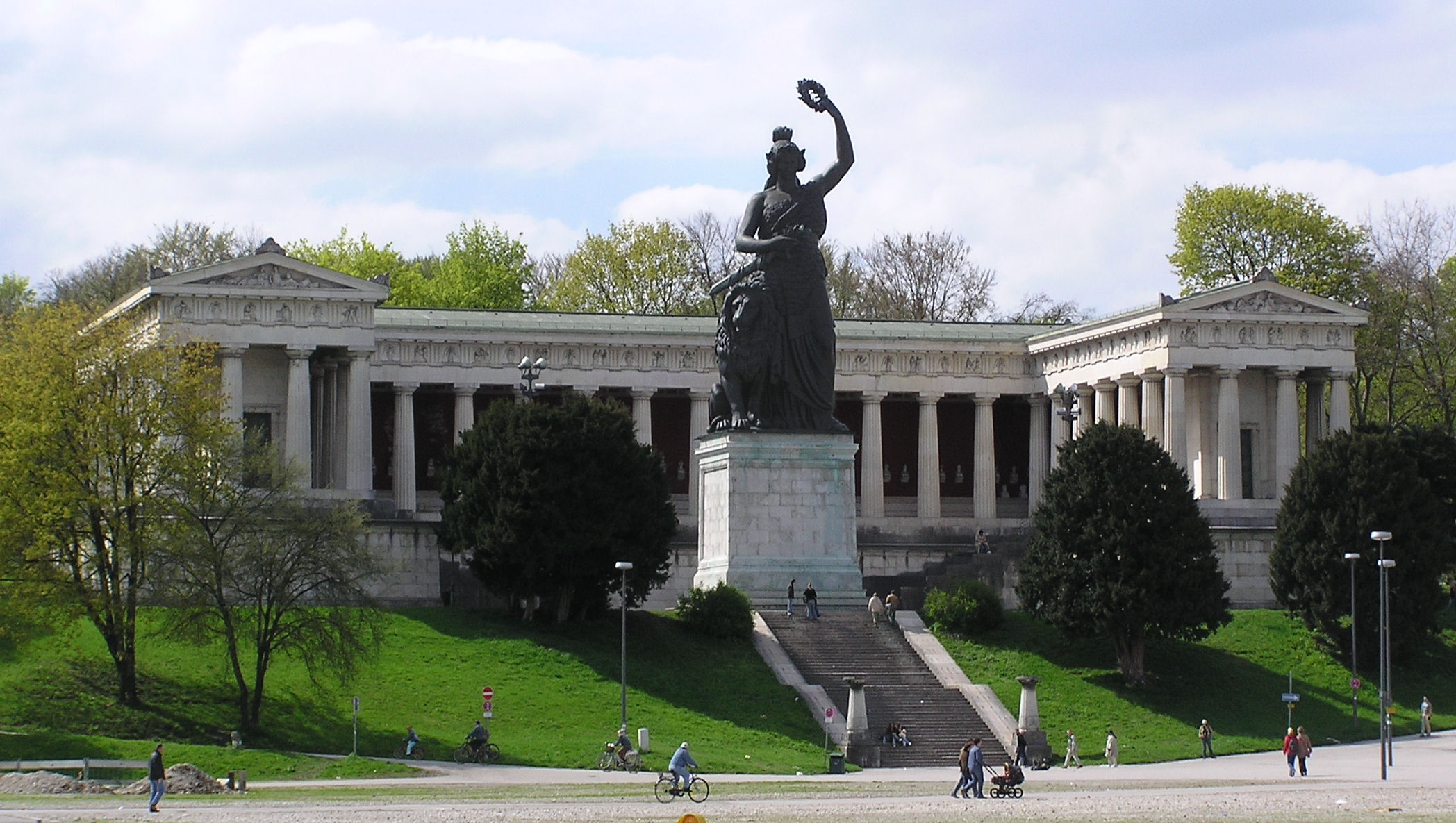
Дворец Румелия на лугу Терезии в Мюнхене. Статуя «Бавария». 1833—1853
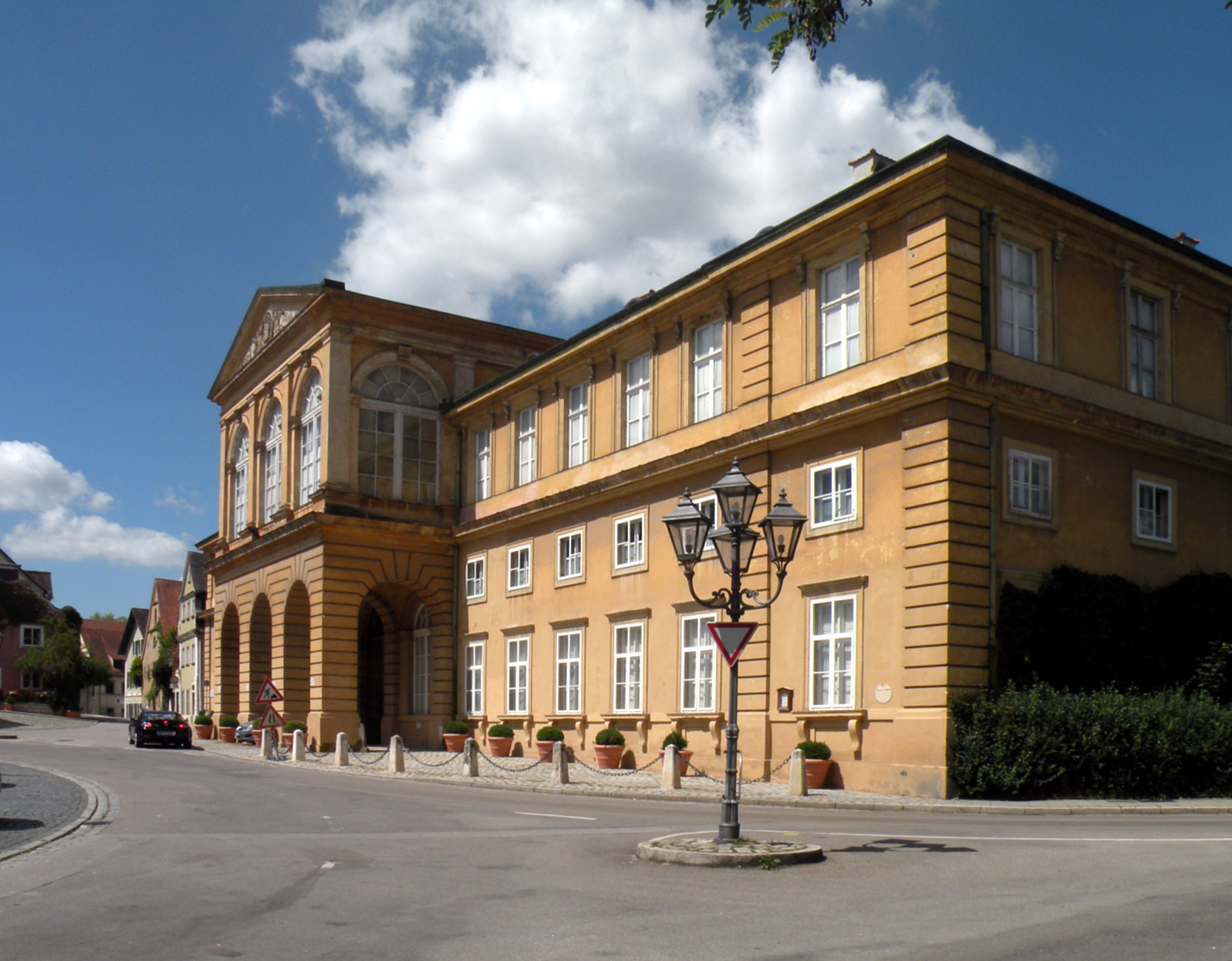
Новый замок. Паппенхайм. 1819—1820
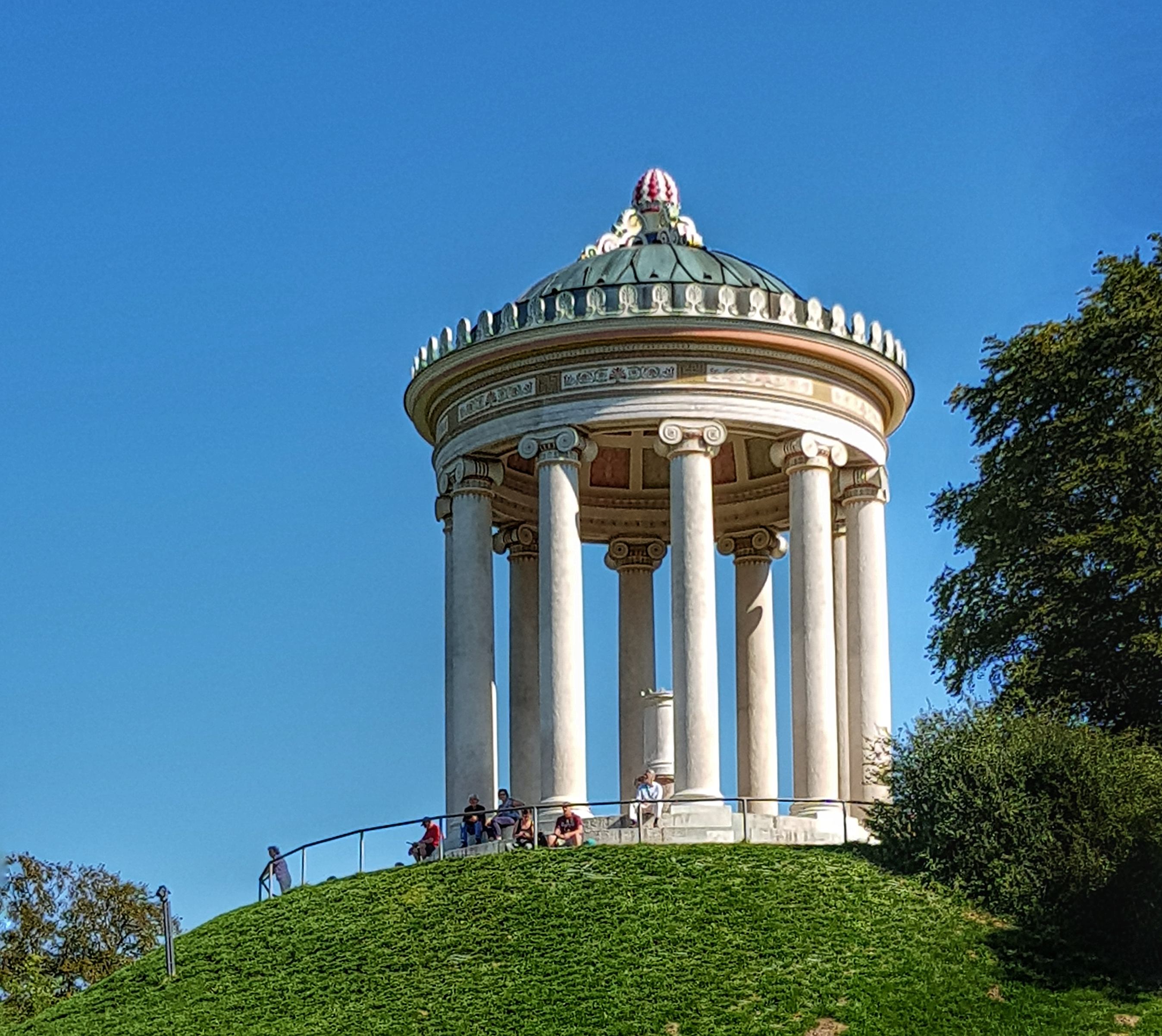
Моноптер в Английском саду. Нимфенбург
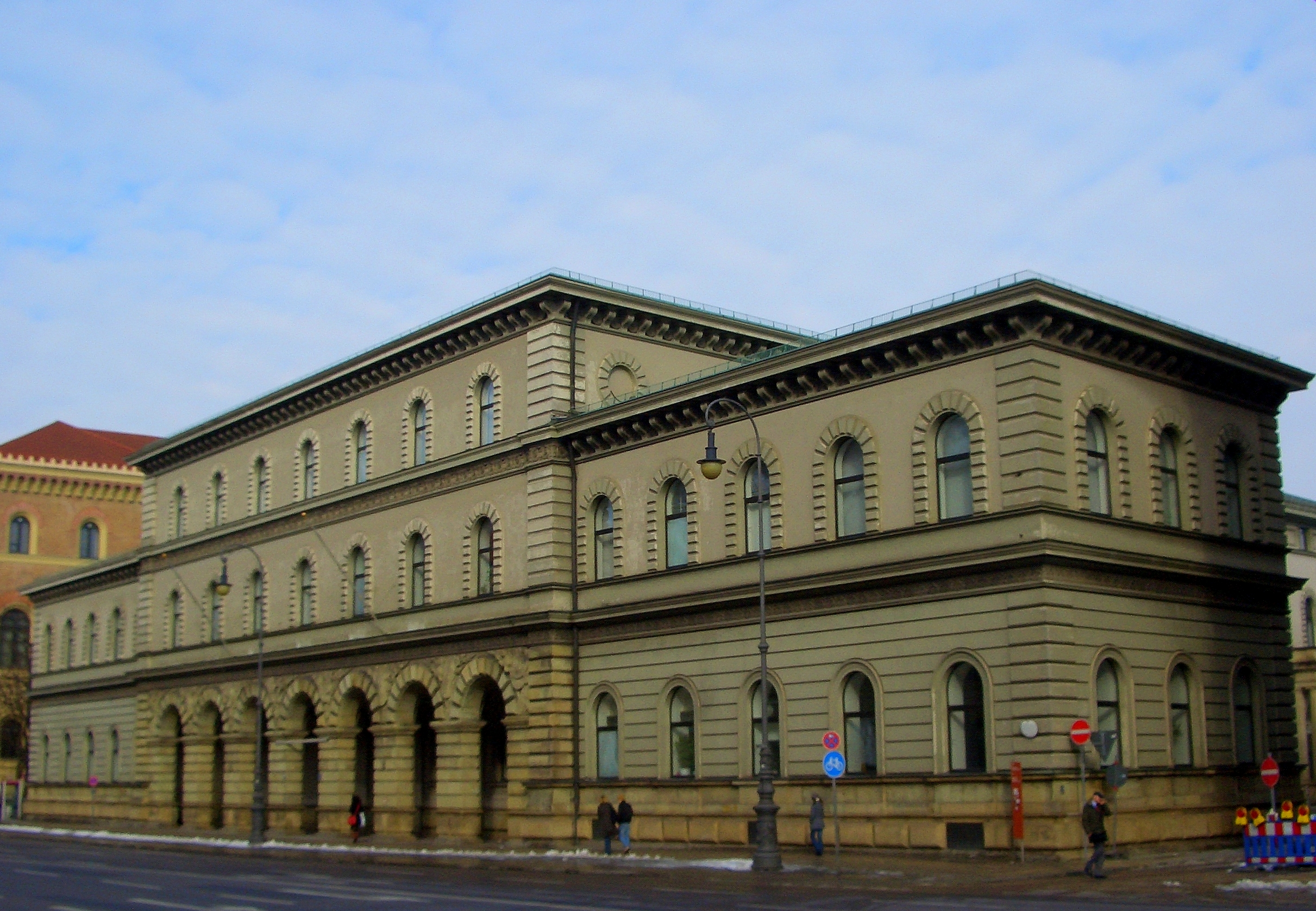
Здание Баварского военного министерства на Людвигштрассе. Мюнхен
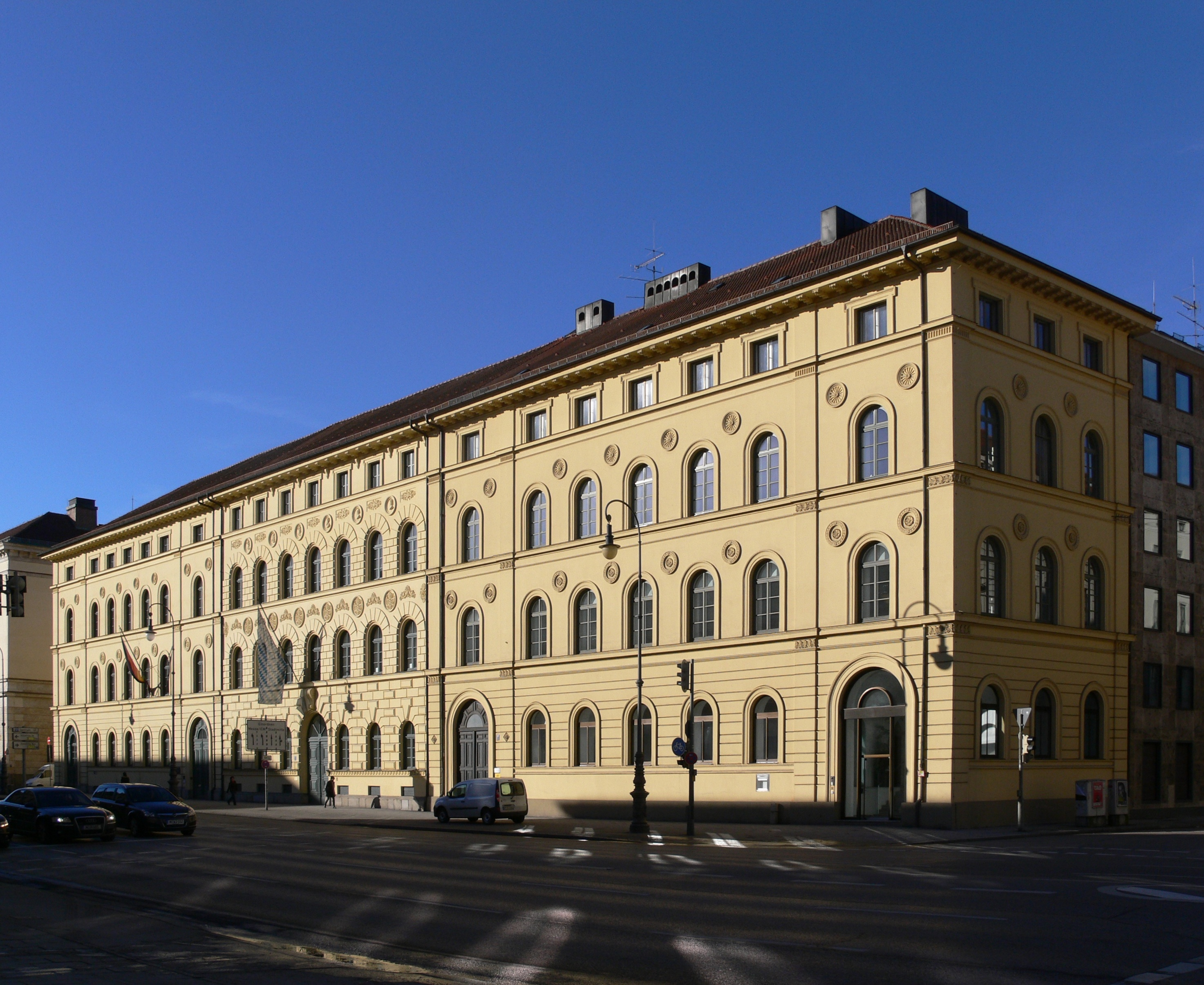
Здание Баварского государственного суда на Людвигштрассе. Мюнхен. 1830
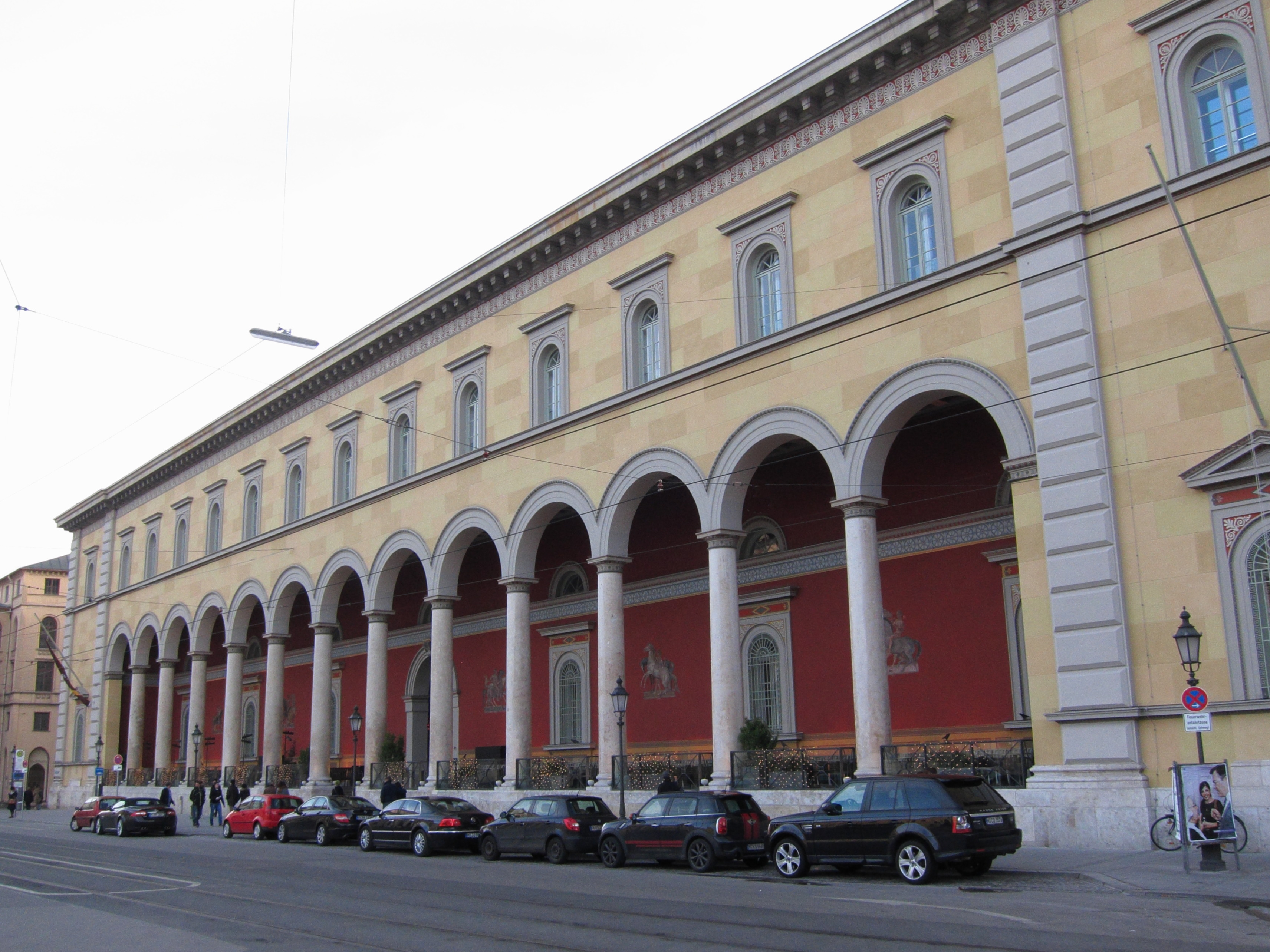
Лоджия Главного почтамта на Максимилианштрассе. Мюнхен. 1835–1838
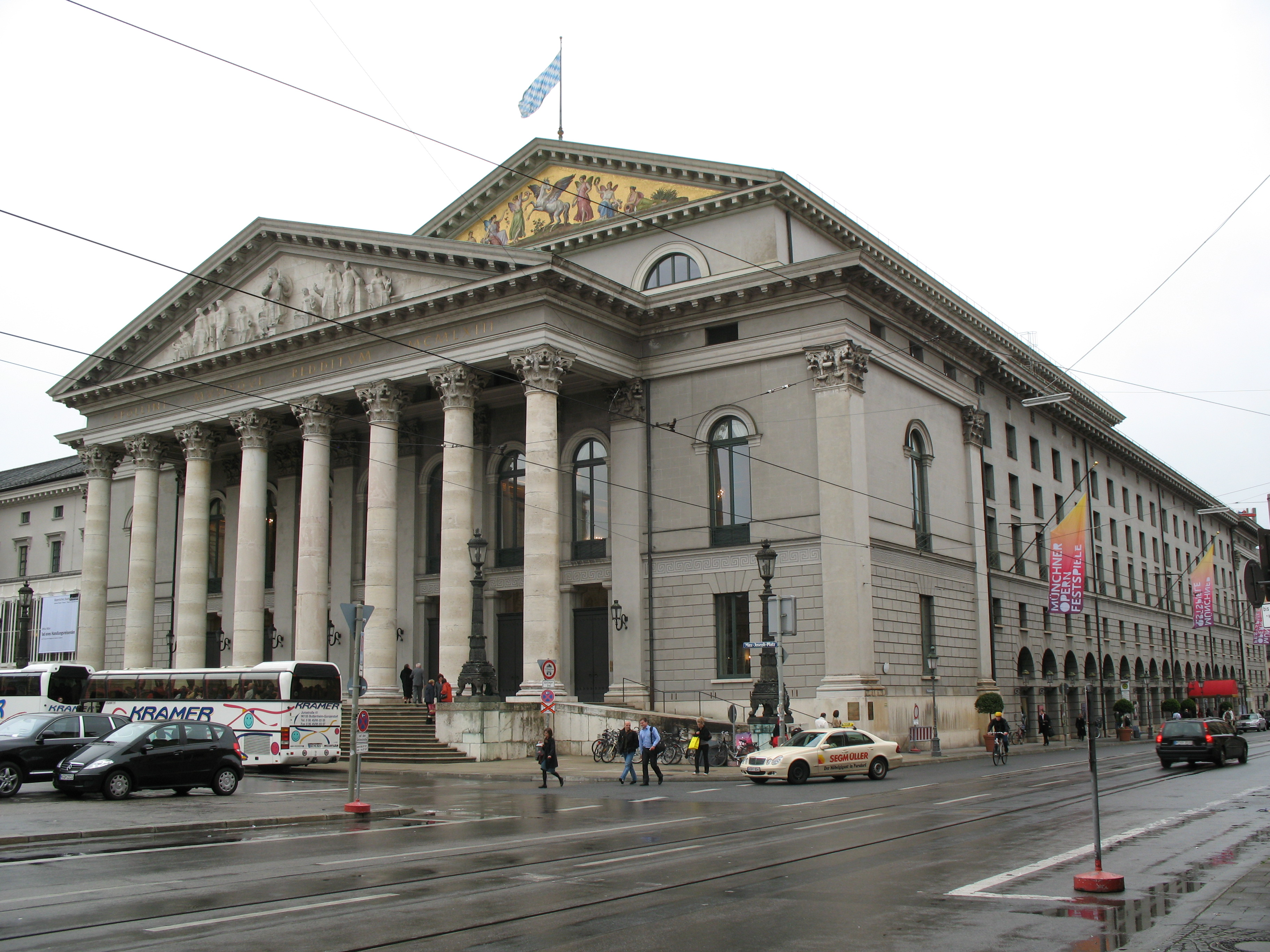
Здание Национального театра на Макс-Йозеф-Плац. 1825
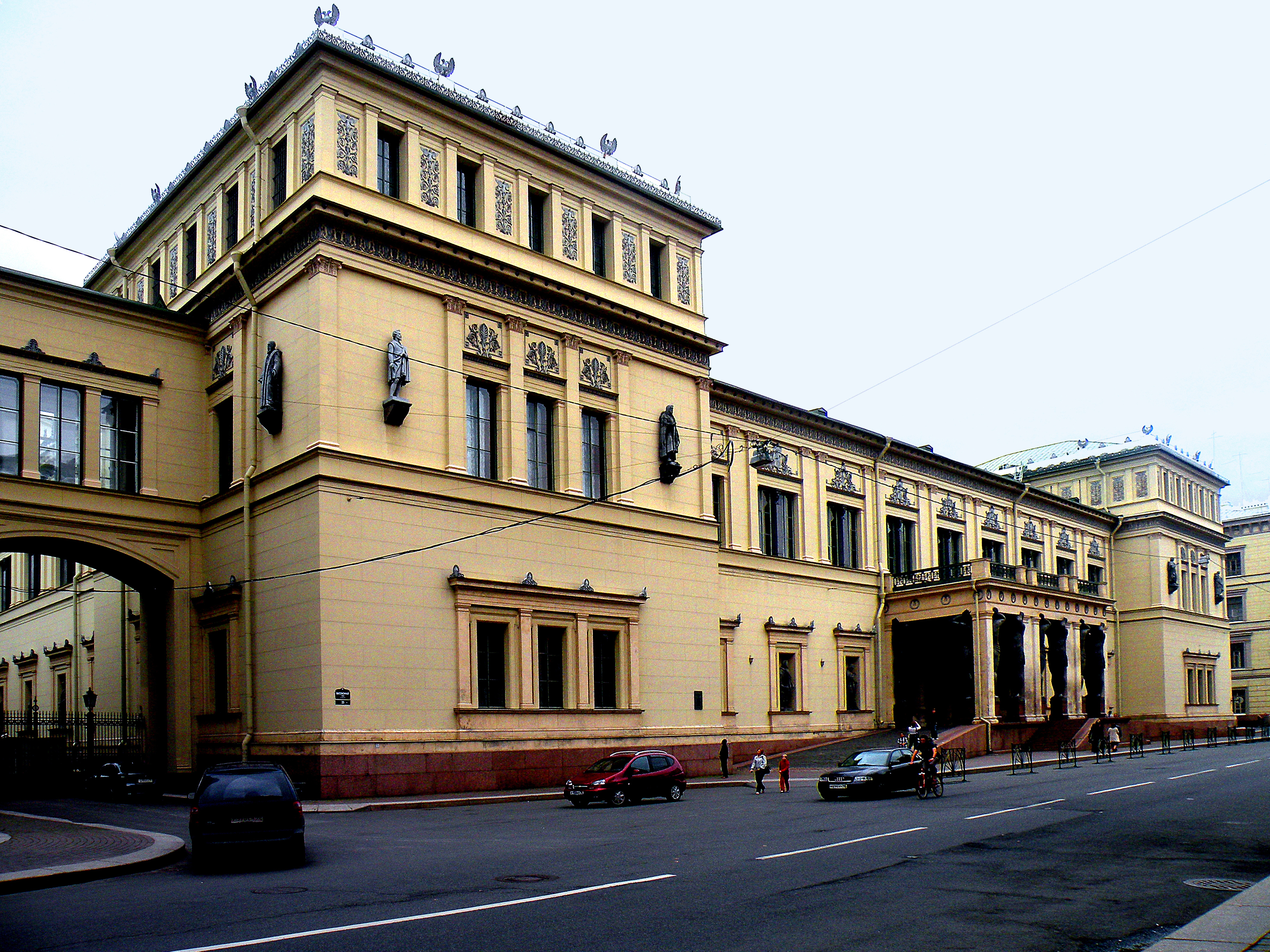
Здание Нового Эрмитажа в Санкт-Петербурге. 1842—1852
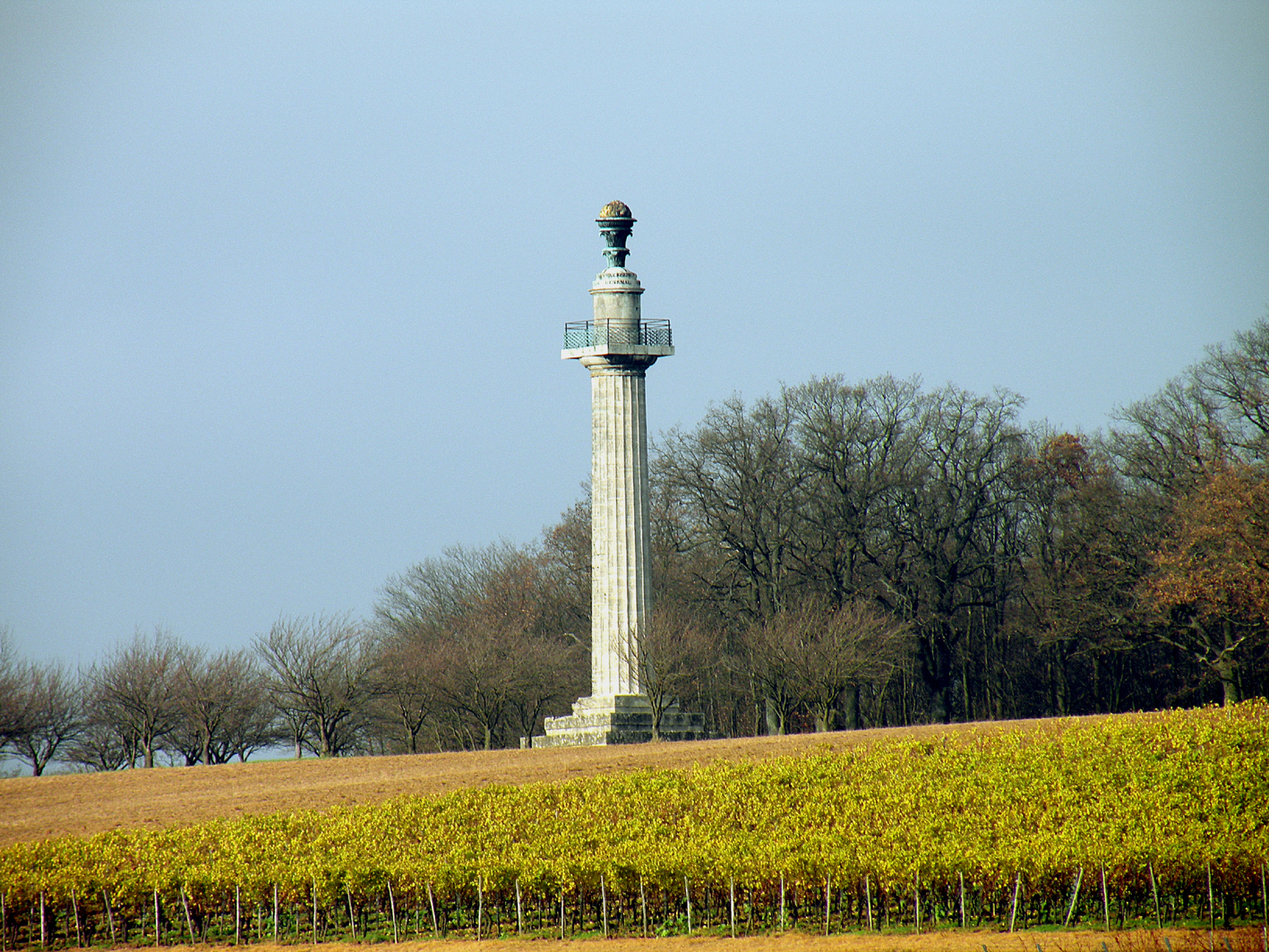
Колонна Конституции. 1821—1828
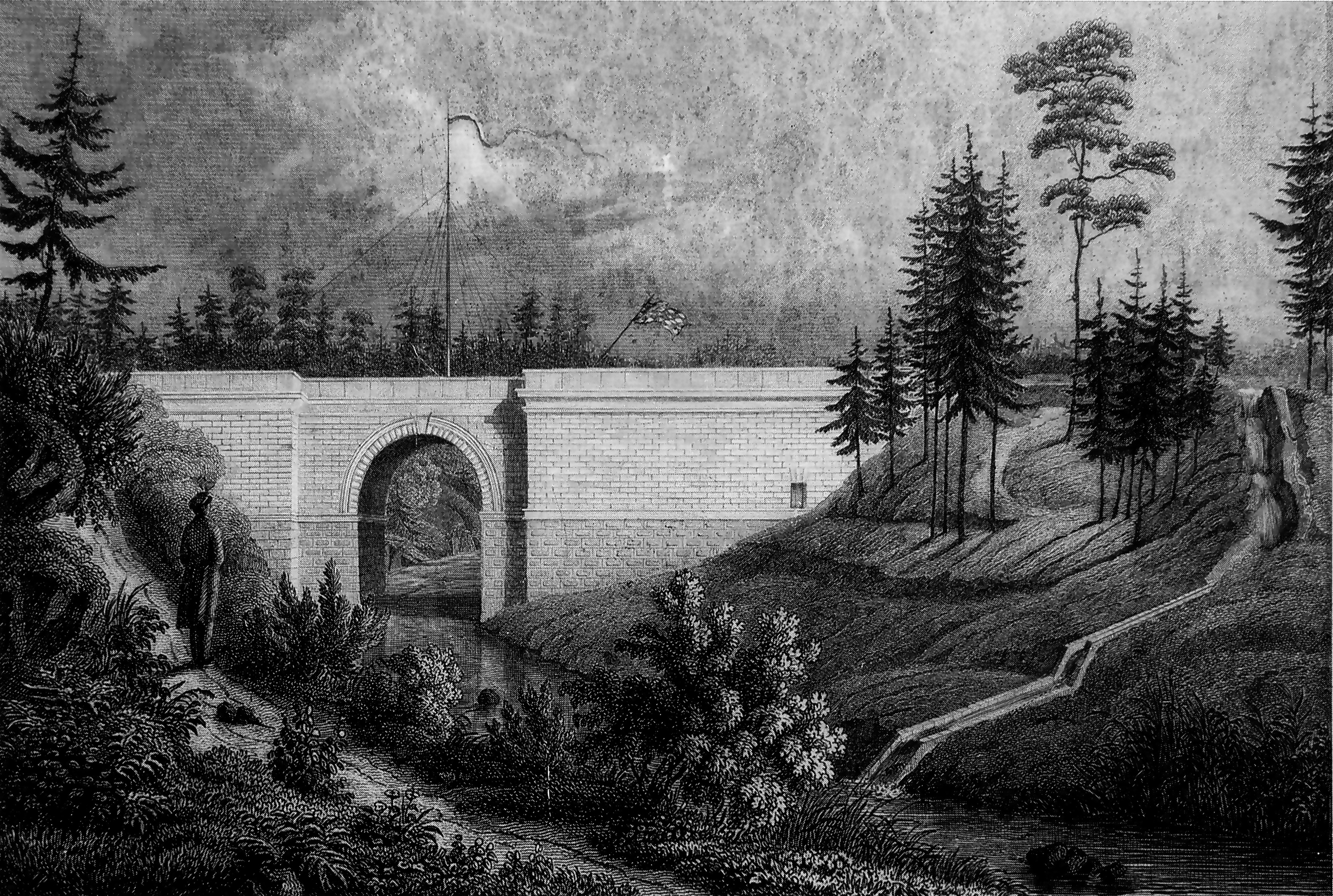
Мост на канале Людвига над рекой Шварцах. Гравюра А. Маркса. 1845

### Колонна Конституции
Колонна Конституции (нем. Konstitutionssäule) была сооружена по проекту Лео фон Кленце в 1821—1828 годах в память о десятилетнем юбилее дарования Баварии конституции королём Максимилианом Иосифом. Заказчиком сооружения был граф Франц Эрвайн фон Шёнборн (нем. Graf Franz Erwein von Schönborn), находившийся в дружеских отношениях с будущим королём Людвигом, который, ещё кронпринцем, заложил первый камень в основание памятника. Памятник был освящён в присутствии короля.
Высота полой колонны составляет 32 метра. Колонна Конституции установлена на возвышенности в километре от нижнефранконского селения Гайбах (нем. Gaibach, ныне в составе города Фолькаха в округе Китцинген).

### Мост-акведук
Мост на Канале Людвига представлял собой в начале XIX века шедевр гидротехнического строительства.
Длина моста составляет 90 м, ширина 14,5 и высота 17,4 м.
Этот мост служит одновременно и как акведук, предназначенный для перехода канала Людвига над рекой Шварцах. Канал был рассчитан на то, чтобы стать важной транспортной артерией Баварии. Барки по нему передвигались силой лошадей, идущих по обе стороны канала, для чего лоток имел по краям тротуары шириной 1,7 м для прохода людей и животных.
Сооружение было создано Лео фон Кленце, взявшего за основу проекта римские акведуки. Проект был утверждён королём Людвигом I в 1837 году и строительство закончилось в 1841 году. Однако в 1844 году мост был капитально реконструирован. В настоящее время движение по каналу прекращено за его нерентабельностью.